# Reindorf
Reindorf ist ein Bezirksteil des 15. Wiener Gemeindebezirks Rudolfsheim-Fünfhaus und bildet zusammen mit Rustendorf und Braunhirschen die Bezirkshälfte Rudolfsheim.

## Geschichte
Der Name Reindorf wurde erstmals 1411 erwähnt, als Rhein wurden Acker- und Weinbaugründe bezeichnet, die in Mulden lagen. Diese mittelalterliche Siedlung wurde aber vermutlich durch Überschwemmungen des damaligen Stromes Wien oder durch Feinde zerstört. Erst im 18. Jahrhundert wurde das Gebiet wieder großräumig besiedelt als auch die anderen Dörfer des Gebietes nach der zweiten Türkenbelagerung im Jahre 1683 neu aufgebaut wurden, 1770 umfasste Reindorf 52 Häuser und 1801 bereits 101.
1863 wurde Reindorf mit Braunhirschen und Rustendorf zur Gemeinde Rudolfsheim zusammengeschlossen.
Von der Stadt Wien ist die bauliche Schutzzone Braunhirsch-Reindorf definiert, die einige Bauten an der äußeren Mariahilfer Straße sowie der Reindorfgasse (rund um die Pfarrkirche Reindorf) umfasst.
Als territoriale Bezeichnung existiert Reindorf noch als Pfarrsprengel der römisch-katholischen Kirche, allerdings gehört auch das gesamte Gebiet von Sechshaus dazu. 2016 wurde das Gebiet der Pfarre Fünfhaus (um die Kirche Maria vom Siege, die der koptischen Kirche geschenkt wurde) übernommen, seitdem reicht der Sprengel auch im Osten weit über die traditionellen Grenzen von Reindorf hinaus bis über den Gürtel.

## Wappen
Auf grünem Hintergrund ist eine hängende, goldene Weintraube zu sehen, die die vielen Weingärten repräsentiert, die sich hier befanden.

## Persönlichkeiten
- Günter Brödl (1955–2000), Schriftsteller, Songtexter und Musikjournalist
- Georg Göth (1803–1873), Historiker und Naturforscher
- Lili Grün (1904–1942), Schauspielerin und Schriftstellerin
- Johann Karl Stadler (1871–1917), Baumeister und Architekt
- Franz Schweickhardt von Sickingen (1794–1858), Topograph und Maler
- Rudolf Wiszkoczil (1870–1925), Architekt